# Bengle (Majalaya)
Bengle is een bestuurslaag in het regentschap Karawang van de provincie West-Java, Indonesië. Bengle telt 15.409 inwoners (volkstelling 2010).